# Loden Leeuw
De Loden Leeuw is een Nederlandse televisieprijs voor de irritantste reclamespot. De prijs wordt sinds 2002 door het televisieprogramma Radar van AVROTROS uitgereikt. Sinds 2004 wordt er ook een prijs uitgereikt voor de meest irritante bekende Nederlander (BN'er) in een reclamespotje en sinds 2021 ook een prijs voor de meest irritante influencer. De prijs voor de irritantste radioreclame, Het Houten Reclameblok, werd voorheen uitgereikt tijdens de Coen en Sander show op NPO 3FM, maar deze show hield in 2015 op te bestaan. In 2017 nam Radar die uitreiking over. Sindsdien krijgt de irritantste radioreclame de Loden Radioleeuw. De uitreiking vindt sindsdien plaats in de radioversie van Radar, Radio Radar, die op zaterdag wordt uitgezonden op NPO Radio 1. 

## Geschiedenis
De prijzen worden jaarlijks aan het einde van november uitgereikt in een uitzending van Radar. Bezoekers van de website van Radar kunnen reclamespotjes aanmelden, waarna het programma een aantal genomineerden selecteert. Daarna kunnen bezoekers door middel van een verkiezing bepalen wie de Loden Leeuw wint.
De Loden Leeuw zou oorspronkelijk de Loden Loeki heten (als tegenhanger van de Gouden Loeki, een prijs voor de beste reclame), maar de STER wilde niet dat de naam Loeki aan de prijs werd verbonden. Het beeldje lijkt nog wel op Loeki de Leeuw, alleen is het loodkleurig en draagt de leeuw een loden bal aan zijn poot. 

## Winnaars
| Jaar | Winnaar Loden Leeuw                                                         | Winnaar Loden Leeuw persoonlijkheidsprijs                                | Winnaar irritantste reclamemakende influencer |
| ---- | --------------------------------------------------------------------------- | ------------------------------------------------------------------------ | --------------------------------------------- |
| 2002 | KPN - I-mode, waar een jongen met een kunstgebit een glas water leegdrinkt. |                                                                          |                                               |
| 2003 | Frisia Financieringen - reclame waar Edvard Niessing een lening aanprijst.  |                                                                          |                                               |
| 2004 | Becam - met Frits Bom als leningman.                                        | De Tokkies (Chello)                                                      |                                               |
| 2005 | Scarlet - Het kindermobieltje                                               | Beau van Erven Dorens (Scarlet)                                          |                                               |
| 2006 | Unilever - Cif-commercial met moeder en kind                                | Louis van Gaal (MediaMarkt)                                              |                                               |
| 2007 | Peijnenburg - Op achterste poten                                            | Henny Huisman (Postcode Loterij)                                         |                                               |
| 2008 | Specsavers - Oud omaatje wordt aangevallen door opticien                    | Joop Braakhekke (Ambi Pur)                                               |                                               |
| 2009 | Hi - Pokkie foetsie. Alles foetsie                                          | Frans Bauer (NLE)                                                        |                                               |
| 2010 | Postal Gold                                                                 | Arie Koomen (MediaMarkt)                                                 |                                               |
| 2011 | Zalando - Naaktrecreatie                                                    | Johan Derksen (NLE)                                                      |                                               |
| 2012 | Zalando - Schreeuw van geluk                                                | Patricia Paay (Miljoenenspel)                                            |                                               |
| 2013 | Bonprix - Vrouwen met dezelfde kleding aan                                  | Maarten van der Weijden (Menzis)                                         |                                               |
| 2014 | HoyHoy.nl - Aart krijgt een make-over                                       | Tim en Tom Coronel (Allsecur)                                            |                                               |
| 2015 | TUI - Monsterlijke echtgenoot                                               | Adelheid Roosen (Yarden)                                                 |                                               |
| 2016 | Tele2 - De Ouderen van Tegenwoordig                                         | Jan Smit (Pearle)                                                        |                                               |
| 2017 | Albert Heijn - buik, billen, bonus                                          | Ali B (Yarden)                                                           |                                               |
| 2018 | ASR Nederland - Sticks en Roos over omgaan met geld                         | René Froger (Eyelove)                                                    |                                               |
| 2019 | Haribo - Volwassenen worden weer kinderen                                   | Marijke Helwegen (SecuStrip)                                             |                                               |
| 2020 | Haribo - Volwassenen worden weer kinderen                                   | Martien Meiland (VriendenLoterij)                                        |                                               |
| 2021 | Verisure - Alarmsysteem                                                     | Henny Huisman (Meubelzorg)                                               | Maxime Meiland (HelloFresh)                   |
| 2022 | TOTO - De Koning van de Blackjack                                           | Andy van der Meijde, Wesley Sneijder, Sjaak Swart en Wim Kieft (BetCity) |                                               |